# Юху спасатель
«Юху спешит на помощь» (англ. YooHoo to the Rescue) — компьютерный анимированный, детский телевизионный сериал, созданная Aurora World и Mondo TV. Это третий мультсериал, основанный на серии игрушек «YooHoo & Friends» и будет служить перезапуском франшизы. Премьера сериала состоялась 15 марта 2019 года на Netflix.

## Краткий сюжет
Мультсериал расскажет о Юху и его друзьях, помогающих Древу Жизни в Ютопии, которое бережёт в себе разлагает плоды. В каждом эпизоде они путешествуют в новое место, чтобы помочь животным, попавшим в беду, и найти новых друзей на этом пути. Когда на Земле возникает проблема, красочные плоды Игристого Дерева начинают исчезать. Друзья получают специальные гаджеты и садятся на корабль Вондербаг, похожий на божью коровку. Они используют остроумие, командную работу и специальные гаджеты для решения проблем и помощи нуждающимся животным. В ходе своих приключений они узнают забавные факты о самых разных средах и заводят дружбу с животными.

## Персонажи
- Юху[1] — кремово-серый галаго. Капитан команды[6]. Озвучивает Кира Бакленд.
- Лемми[1] — серый кольцехвостый лемур. Доктор[7]. Озвучивает Брайс Папенбрук.
- Руди[1] - обезьяна капуцин. Изобретатель[8]. Озвучивает Люсьен Додж.
- Памми[1] — розово-белая лиса фенек. Навигатор[9]. Озвучивает Райан Бартли.
- Чиву[1] — красная белка. Фотограф[10]. Озвучивает Кассандра Моррис.
- Сло — ленивец. Смотритель Сверкающего Дерева[11]. Озвучивает Кайл Хеберт.
- Лора — ара. Посланница Ютопии[12]. Озвучивает Эрика Мендес.

## Производство
«Юху спешит на помощь» выпущен студией Aurora World в Южной Корее и Mondo TV в Италии. Все 3 сезона включают пятьдесят две серий и каждая длится по одиннадцать минут.

## Релиз
Премьера мультсериала состоялась 15 марта 2019 году на Netflix.

## Игрушки
Mondo TV обеспечила сделку с Panini, которая будет продавать линейку продуктов, которые будут включать наклейки и торговые карточки, которые будут запущены в начале 2018 года.